# Jefferson Bellaguarda
Jefferson Bellaguarda (Salvador, 12 september 1976) is een voormalig beachvolleyballer die achtereenvolgens voor Brazilië en Zwitserland uitkwam. Hij werd driemaal Zwitsers kampioen en nam namens Zwitserland eenmaal deel aan de Olympische Spelen.

## Carrière
Bellaguarda debuteerde in 1999 met Carlos Arruda in de FIVB World Tour bij het Open-toernooi van Vitória. Vervolgens vormde hij twee seizoenen een team met Paulão Moreira. Het eerste jaar deden ze mee aan zes toernooien in de mondiale competitie. Het tweetal eindigde daarbij als derde in Klagenfurt, als vierde in Vitória en als vijfde in Espinho. In 2001 bereikten ze bij tien reguliere FIVB-toernooien tweemaal de negende plaats (Berlijn en Marseille). Bij de wereldkampioenschappen in Klagenfurt strandden ze na twee nederlagen in de groepsfase. Het jaar daarop wisselde hij van partner naar Juca Dultra Jr. met wie hij tot en met 2003 zou spelen. Gedurende twee seizoenen nam het duo deel aan negen reguliere toernooien in de World Tour met twee vierde plaatsen als beste resultaat (Fortaleza en Stavanger). Bij de WK in Rio de Janeiro kwamen Bellaguarda en Dultra Jr. na een overwinning en twee nederlagen niet verder dan de groepsfase.
Tussen 2004 en 2008 was Bellaguarda niet actief in het internationale beachvolleybalcircuit, nadat hij naar Zwitserland was verhuisd. In 2009 vormde hij – inmiddels uitkomend voor Zwitserland – een duo met Martin Laciga. Het team speelde dat jaar acht toernooien in de World Tour. Daarbij behaalden ze een derde (Moskou), een vijfde (Gstaad) en twee zevende plaatsen (Åland en Den Haag). Bij de Europese kampioenschappen in Sotsji was de groepsfase na drie nederlagen het eindstation. Het jaar daarop deden Bellaguarda en Laciga aan twaalf FIVB-toernooien mee met een vijfde plaats in Marseille als beste resultaat. Bij de EK bereikten ze de achtste finale die verloren werd van het Nederlandse duo Reinder Nummerdor en Richard Schuil. Bovendien werden Bellaguarda en Laciga twee jaar op rij nationaal kampioen.
Gedurende 2011 en 2012 partnerde Bellaguarda met Patrick Heuscher. Het duo behaalde het eerste seizoen bij negen toernooien twee podiumplaatsen in de World Tour; in Moskou eindigden ze als tweede en in Peking als derde. Bij de WK in Rome werden ze in de zestiende finale uitgeschakeld door de Spanjaarden Pablo Herrera en Adrián Gavira. Bij de EK in Kristiansand eindigde ze als vierde nadat ze eerst de halve finale van Julius Brink en Jonas Reckermann uit Duitsland en vervolgens de troostfinale van Nummerdor en Schuil verloren hadden. Het jaar daarop werden ze bij de EK in Scheveningen in de achtste finale wederom uitgeschakeld door Brink en Reckermann. Bij zeven FIVB-toernooien was een vijfde plaats in Rome het beste resultaat. In Londen bereikten Bellaguarda en Heuscher bij de Olympische Spelen de achtste finale die verloren werd van Nummerdor en Schuil. Na afloop van de Spelen beeïndigde Bellaguarda zijn internationale beachvolleybalcarrière.

## Palmares
Kampioenschappen
- 2008:  NK
- 2009:  NK
- 2010:  NK
- 2011:  NK
- 2012: 9e OS

FIVB World Tour
- 2000:  Klagenfurt Open
- 2009:  Grand Slam Moskou
- 2011:  Grand Slam Peking
- 2011:  Grand Slam Moskou